# ロバートホール水
『ロバートホール』（ロバートホール）および『ロバートホール水』（ロバートホールすい）は、フジテレビ系列で放送されていたコント中心のお笑い番組である。通称「ロバホ」。製作局のフジテレビでは2003年10月8日（7日深夜）から2004年9月16日（15日深夜）まで放送。

## 概要
テレビ番組での司会業が活動内容の中心になっている中堅のお笑い芸人たちのために企画されたコント番組で、ロバート・リードを支配人とする劇場・ロバートホールを舞台にして行われていた。番組の最初にレギュラー出演者の紹介があり、ゲストによる前説が行われた後にコントが始まっていた。当初はレギュラー出演者無しの状態で、久本雅美やホンジャマカらも何度か出演していたが、放送開始から1、2か月ほどの間にメンバーが決まっていった。
番組は、2003年10月7日に『ロバートホール』と題してスタートした。製作局のフジテレビでは、当初は水曜 0:35 - 0:58（火曜深夜）に放送されていたが、2004年1月5日からは火曜 0:35 - 0:58（月曜深夜）の『月深』枠で放送されるようになった。さらに同年4月に木曜 0:35 - 0:58（水曜深夜）へ移動し、その際に『ロバートホール水』と改題した。
2004年秋の改編で支配人のロバートはクビになり、番組自体も同タイトルでの放送を終了。以後は『リチャードホール』と題して放送されるようになった。改題した理由は、「ロバートホールというホールが他にあったら困るから」（支配人談）というものだった。
本番組はお笑いトリオのロバートとは全く関係が無く、彼らの出演歴も無い。2004年3月23日に同じくフジテレビ系列で放送された『明石家さんまのフジテレビ大反省会』では、なぜ番組にロバートが出ないのかという苦情が紹介されていた。

## ロバートファミリー
ロバートファミリーは出演者とスタッフという意味合いを持つ。また、番組見学者たちもロバートファミリーの一員である。以下の出演者たちは、フジテレビ公式サイトにおいては「レギュラーでありません」とされていたが、実際には毎週のように出演していた。

### レギュラー出演者
- さまぁ〜ず（大竹一樹・三村マサカズ）
- くりぃむしちゅー（有田哲平・上田晋也）
- 中川家（中川剛・中川礼二）
- おぎやはぎ（小木博明・矢作兼）
- 劇団ひとり
- 森三中（黒沢宗子・村上知子・大島美幸）
- アンタッチャブル（柴田英嗣・山崎弘也）（ロバートホール水のみ）

### 数回出演した出演者
- 久本雅美
- 石塚英彦 - 恵とは違う週に個人で参加しており、ホンジャマカとしての参加ではなかった。
- 恵俊彰 - 恵も石塚とは違う週に個人で参加していた。
- 笑福亭笑瓶
- ダチョウ倶楽部
- 土田晃之
- おさる
- デンジャラス
- 三宅弘城
- 天宮良
- 朝倉伸二
- テイ
- 水野晴郎
- 中村仁美
- 平野綾
- 三浦理恵子
- 小川範子
- 吉本多香美

### 支配人
- ロバート・リード（Robert L. Reed, 1957年4月28日 - 2015年7月18日[1]） - ロバートホールの支配人。黒いシルクハットに蝶ネクタイ、赤いスーツを身にまとったアメリカ黒人で、「ラスベガスからやって来たナゾのエンターテイナー」という触れ込みで出演。タップダンスやステッキワークが得意であり、祖父も有名なタップダンサーである。1973年頃からストリートダンサーとして活動していたが、タップを本格的に始めたのは1980年。これまでにタップダンスでテンプテーションズ、サミー・デイヴィスJr.などと共演している。後進にタップを教える傍ら、世界最大のタップフェスティバル『セントルイス・タップ・フェスティバル』を主催している。2002年時点ではオクラホマ大学の教授であり、重要文化財の称号を与えられている。

### スタッフ
- 監修：三宅恵介
- 作家：松井洋介、石原健次、福原フトシ、渡辺鐘、渡辺真也、宮藤官九郎
- 技術協力：3x7、ニユーテレス、J-WORKS、IMAGICA、FLT
- ディレクター：栗原真、小仲正重
- 演出：伊藤征章
- プロデューサー：坪田譲治、関卓也、清水宏泰

## 主なコント
- 四MEN楚歌（くりぃむしちゅー、おぎやはぎ）
- 3年B組北八（ぺきぱち）先生（北京出身。劇団ひとり） - 名前の通り、『3年B組金八先生』の中国語版パロディ。オープニングも本家と同様に、荒川橋梁の土手で撮影されていた。後に中川家礼二演じる上海出身の上八（しゃんぱち）先生も登場している。
- ポジティブアーティスト TEZZ（テッツ。くりぃむしちゅー有田哲平、以下有田）
- 追っかけ（くりぃむしちゅー上田の追っかけ）
- ジョージとマイケル
- ウィーン少ボケ合唱団（三村ツッコミ指揮）
- 黒光テカ男（TPA会長、大竹一樹）
- キャバクラ「お台場ビーナス」
- 茶畑学園合唱部（劇団ひとりの本名・川島先生と生徒の森三中）
- グレー天使（大竹一樹）
- フランダースのバカ犬（三村と有田）
- MCアリーの客引きラップ（有田）
- おどる大捜査線 THE PANTS
- ムラカミハニー
- Dr.キョトー診療所
- アリータ・マイ・ラブ
- チェックイン
- 「彦蔵」シリーズ
- 口臭チーフ 口臭薫
- くりぃむしちゅーの弟子 栗井ムネ男
- カルメンダンサー

## 主題歌

### オープニングテーマ
- SWING KIDS 「Shout and Feel It」

### エンディングテーマ
- 「バイバイ」 - 月曜時代、メンバー全員で「アイアイ」の替え歌を歌っていた。
- JACKSON 5 「I WANT YOU BACK」

## 放送局
| 放送対象地域   | 放送局             | 系列           | 放送日時                                                                               | 放送期間                                                                       | 備考            |
| -------------- | ------------------ | -------------- | -------------------------------------------------------------------------------------- | ------------------------------------------------------------------------------ | --------------- |
| 関東広域圏     | フジテレビ         | フジテレビ系列 | 水曜 0:35 - 0:58（火曜深夜） 火曜 0:35 - 0:58（月曜深夜） 木曜 0:35 - 0:58（水曜深夜） | 2003年10月8日 - 2004年12月 2004年1月10日 - 2004年3月 2004年4月 - 2004年9月16日 | 製作局          |
| 岩手県         | 岩手めんこいテレビ | フジテレビ系列 | 水曜 0:35 - 0:58（火曜深夜） 火曜 0:35 - 0:58（月曜深夜） 木曜 0:35 - 0:58（水曜深夜） | 2003年10月8日 - 2004年12月 2004年1月10日 - 2004年3月 2004年4月 - 2004年9月16日 | 同時ネット      |
| 宮城県         | 仙台放送           | フジテレビ系列 | 水曜 0:35 - 0:58（火曜深夜） 火曜 0:35 - 0:58（月曜深夜） 木曜 0:35 - 0:58（水曜深夜） | 2003年10月8日 - 2004年12月 2004年1月10日 - 2004年3月 2004年4月 - 2004年9月16日 | 同時ネット      |
| 新潟県         | 新潟総合テレビ     | フジテレビ系列 | 水曜 0:35 - 0:58（火曜深夜） 火曜 0:35 - 0:58（月曜深夜） 木曜 0:35 - 0:58（水曜深夜） | 2003年10月8日 - 2004年12月 2004年1月10日 - 2004年3月 2004年4月 - 2004年9月16日 | 同時ネット      |
| 長野県         | 長野放送           | フジテレビ系列 | 水曜 0:35 - 0:58（火曜深夜） 火曜 0:35 - 0:58（月曜深夜） 木曜 0:35 - 0:58（水曜深夜） | 2003年10月8日 - 2004年12月 2004年1月10日 - 2004年3月 2004年4月 - 2004年9月16日 | 同時ネット      |
| 広島県         | テレビ新広島       | フジテレビ系列 | 水曜 0:35 - 0:58（火曜深夜） 火曜 0:35 - 0:58（月曜深夜） 木曜 0:35 - 0:58（水曜深夜） | 2003年10月8日 - 2004年12月 2004年1月10日 - 2004年3月 2004年4月 - 2004年9月16日 | 同時ネット      |
| 石川県         | 石川テレビ         | フジテレビ系列 | 水曜 1:40 - 2:05（火曜深夜）                                                           |                                                                                | 6日遅れ         |
| 福岡県         | テレビ西日本       | フジテレビ系列 | 水曜 2:15 - 2:40（火曜深夜）                                                           |                                                                                | 6日遅れ         |
| 熊本県         | テレビ熊本         | フジテレビ系列 | 木曜 0:40 - 1:03（水曜深夜）                                                           |                                                                                | 1週間遅れ       |
| 北海道         | 北海道文化放送     | フジテレビ系列 | 木曜 0:45 - 1:08（水曜深夜）                                                           |                                                                                | 1週間遅れ       |
| 沖縄県         | 沖縄テレビ         | フジテレビ系列 | 木曜 0:40 - 1:03（水曜深夜）                                                           |                                                                                | 2週間遅れ       |
| 佐賀県         | サガテレビ         | フジテレビ系列 | 火曜 0:35 - 1:00（月曜深夜）                                                           |                                                                                | 26日遅れ        |
| 山形県         | さくらんぼテレビ   | フジテレビ系列 | 水曜 0:35 - 1:00（火曜深夜）                                                           |                                                                                | 27日遅れ        |
| 長崎県         | テレビ長崎         | フジテレビ系列 | 日曜 1:35 - 2:00（土曜深夜）                                                           |                                                                                | 1か月遅れ       |
| 中京広域圏     | 東海テレビ         | フジテレビ系列 | 金曜 1:35 - 2:00（木曜深夜）                                                           |                                                                                | 1か月と1日遅れ  |
| 近畿広域圏     | 関西テレビ         | フジテレビ系列 | 水曜 1:05 - 1:30（火曜深夜）                                                           |                                                                                | 1か月と13日遅れ |
| 岡山県・香川県 | 岡山放送           | フジテレビ系列 | 水曜 1:05 - 1:35（火曜深夜）                                                           |                                                                                | 1か月と13日遅れ |
| 静岡県         | テレビ静岡         | フジテレビ系列 | 水曜 0:35 - 0:58（火曜深夜）                                                           |                                                                                | 2か月遅れ       |
| 愛媛県         | テレビ愛媛         | フジテレビ系列 | 木曜 0:50 - 1:20（水曜深夜）                                                           |                                                                                | 2か月遅れ       |
| 福井県         | 福井テレビ         | フジテレビ系列 | 木曜 0:40 - 1:05（水曜深夜）                                                           |                                                                                | 1年遅れ         |
| 山梨県         | 山梨放送           | 日本テレビ系列 | 水曜 1:50 - 2:20（火曜深夜）                                                           |                                                                                | 3週間遅れ       |

## DVD
2004年10月に『ロバートホール Vol.1』がポニーキャニオンから発売される予定だったが、発売中止になった。後継番組『リチャードホール』のDVD （特に本放送時のコントを放送順に収録した『リチャードホール 同窓会』シリーズの『桜の間』から『萩の間』まで）にはロバートホール時代のコントも収録されているが、オープニングとエンディング、「ジョージとマイケル」「MCアリーの客引きラップ」「フランダースのバカ犬」など未収録の部分も多い。